# هانس كريستيان سورينسن
هانس كريستيان سورينسن (بالدنماركية: Hans Christian Sørensen)‏ هو لاعب جمباز فني دنماركي، ولد في 11 أكتوبر 1900 في Drigstrup Sogn ‏ في الدنمارك، وتوفي بنفس المكان في 23 يناير 1984.

## وصلات خارجية
- هانس كريستيان سورينسن على موقع أوليمبيديا (الإنجليزية)